# Назар Стодоля (фільм, 1989)
Назар Стодоля — телевізійний драматичний фільм за мотивами однойменної п'єси українського письменника Тараса Шевченка, знятий режисеркою Тетяною Магар у 1989 році.

## Сюжет
Події фільму відбуваються у 17 столітті в козацькій слободі поблизу Чигирина у ніч на Різдво.
Галя, донька сотника Хоми Кичатого, чекає на сватів від молодого козака Назара Стодолі, якого вона кохає. Але батько ладен віддати її за багатого чигиринського полковника. Тому,  коли приходять свати від полковника, він, за допомогою Стехі, своєї ключниці, намагається ввести доньку в оману аби дістатися її згоди.
Водночас до хати сотника із різдвяним вертепом заходить Назар зі своїм побратимом Гнатом. Між Назаром та Хомою виникає суперечка, після якої Назар у розпачі уходить разом із Гнатом.
Гнат радить Назарові забрати Галю без згоди батька, та повінчавшись, виїхати до Січі. Назар слідуючи його пораді, потайки забирає Галю та переховується із нею у старій корчмі, звідки вранці їх повинен забрати Гнат. Стеха дізнається, що Галя пішла з Назаром.  Вона розповідає це Хомі, який зі своїми слугами приходить до старої корчми. Після сутички із Назаром він наказує слугам зв'язати його та залишити на дорозі.
Галя непритомніє та Стеха намагається привести її до тями. Підвівшись, Галя біжить до Назара, допомагаючи йому звільнитися.

## Сприйняття
За критичним оглядом журналу «Кіно-театр», «…фільм побудований на акторській грі. Особливо важливою в цій екранізації стає невербальна складова твору, а саме — поведінка персонажів…».
Тетяна Журавльова, кандидат мистецтвознавства, у своєму дослідженні також акцентує на вдалих режисерських «кінематографічних прийомах, які розкривають психологічний стан персонажів та допомагають заглибитися в мотивацію їхніх вчинків».